# Comuna Volea-Zaderevațka, Strîi
Volea-Zaderevațka (în ucraineană Воля-Задеревацька) este o comună în raionul Strîi, regiunea Liov, Ucraina, formată din satele Volea-Zaderevațka (reședința) și Zaderevaci.

## Demografie
Componența lingvistică a comunei Volea-Zaderevațka
     Ucraineană (99,8%)
     Alte limbi (0,2%)
Conform recensământului din 2001, majoritatea populației comunei Volea-Zaderevațka era vorbitoare de ucraineană (99,8%), existând în minoritate și vorbitori de alte limbi.